# اونیانگ-وپ
اونیانگ-وپ (به لاتین: Onyang-eup) یک منطقهٔ مسکونی در کره جنوبی است. اونیانگ-وپ ۶۳٫۹۴ کیلومتر مربع مساحت و ۲۴٬۷۴۸ نفر جمعیت دارد.